# Władysław Pasikowski
Władysław Pasikowski (14 de junio de 1959 en Lodz, Voivodato de Lodz) es un cineasta y guionista polaco.

## Filmografía
- En 1991 dirigió Kroll con la que obtuvo dos premios en el Festival Cinematográfico de Polonia al Mejor Director Novel y el Especial del Jurado. En 1992 y 1994 consiguió un gran éxito con su película Psy y su secuela.

- En el 2012 dirigió El secreto de la aldea, el cual estuvo ligeramente basado en el pogromo de Jedwabne y que levantó controversias en el país.[2]

- El correo de Varsovia (2019)

## Obra escrita
- Aunque en su filmografía destaca las producciones de acción, también ha escrito novelas de ciencia ficción como Ja, Gelerth con el que fue nominado al Premio Janusz A. Zajdel.[3][4]